# 二条家
二条家（にじょうけ、正字体：二條）は、藤原北家九条家庶流にあたる公家・華族だった家。公家としての家格は摂家、華族としての家格は公爵家。家紋は二条藤。

## 歴史

### 封建時代
鎌倉時代中期の九条道家の次男二条良実を祖とする。良実が父から東二条院を伝領して二条京極に住し、二条を称したのに始まる。良実は仁治3年（1242年）に関白となり、子孫は五摂家の一つとなった。
鎌倉末期の道平は後醍醐天皇の討幕計画に加わり、弟師基は南朝に仕えた。
道平の子良基は北朝に仕え、学者として有名であり、連歌形式の完成者として『菟玖波集』などの編著がある。また良基は室町幕府三代将軍足利義満の重要な顧問役として彼に宮中の作法を教えて参内に同行するなど、足利義満を背後で支える存在だった。その孫二条満基は、足利義満の偏諱を受け、それ以降足利将軍家および徳川将軍家から代々偏諱を受けるようになった。
戦国時代の当主二条尹房は大内義隆を頼って周防国山口に滞在していたところ大寧寺の変(陶晴賢の乱)に巻き込まれて殺害されている。
江戸時代の家禄は1700石、後に1780石だった。江戸期の屋敷は今出川北門一町東にあった。家臣に諸大夫として北小路家、隠岐家、松波家、河野家、西村家、藤木家、津幡家など、侍に小幡家、津幡家、岡本家、村田家、高田家、野間家など。
幕末維新期の二条斉敬は関白となったが、公武合体論の立場をとって尊王攘夷派の公卿を弾圧したため王政復古後失脚して朝廷への出仕を禁じられた。のちに赦免され大宮御用掛や麝香間祗候に任じられた。

### 明治以降
明治2年（1869年）6月17日の行政官達で公家と大名家が統合されて華族制度が誕生すると、二条家も公家として華族に列した。明治4年に斉敬が隠居し、養子（九条尚忠八男）の基弘が家督を相続。
明治3年12月10日に定められた家禄は、現米で818石。明治9年8月5日の金禄公債証書発行条例に基づき家禄と引き換えに支給された金禄公債の額は3万5000円（華族受給者中154位）。
明治17年（1884年）7月7日の華族令施行で華族が五爵制になったのに伴い、旧摂家として基弘が公爵に叙せられた。
明治35年（1902年）には斉敬の次男正麿が分家して二条男爵家を起こしている。
大正8年に基弘が死去した後、その長男の厚基が爵位を継承。厚基の代の昭和初期に二条公爵家の邸宅は東京市渋谷区代々木富ヶ谷町にあった。
厚基が昭和2年に死去すると、正麿の三男弼基が本家の厚基の養子に入って3代公爵となっている。弼基は工学博士号を持ち、郵政省電波管理局次長を務めた後伊勢神宮大宮司を務めた。

## 歴代当主
1. 二条良実（1216 - 1271）
2. 二条師忠（1254 - 1341）
3. 二条兼基（1268 - 1334）
4. 二条道平（1287 - 1335）
5. 二条良基（1320 - 1388）
6. 二条師良（1345 - 1382）
7. 二条師嗣（1356 - 1400）
8. 二条満基（1383 - 1411）
9. 二条持基（1390 - 1445）
10. 二条持通（1416 - 1493）
11. 二条政嗣（1443 - 1480）
12. 二条尚基（1471 - 1497）
13. 二条尹房（1496 - 1551）
14. 二条晴良（1526 - 1579）
15. 二条昭実（1556 - 1619）
16. 二条康道（1607 - 1666）
17. 二条光平（1625 - 1682）
18. 二条綱平（1672 - 1732）
19. 二条吉忠（1689 - 1737）
20. 二条宗熙（1718 - 1738）
21. 二条宗基（1727 - 1754）
22. 二条重良（1751 - 1768）
23. 二条治孝（1754 - 1826）
24. 二条斉通（1781 - 1798）
25. 二条斉信（1788 - 1847）
26. 二条斉敬（1816 - 1878）
27. 二条基弘（1859 - 1928）
28. 二条厚基（1883 - 1927）
29. 二条弼基（1911 - 1985）
30. 二条基敬（1944 - )

## 分家

### 別家名の分家
分家の公家・華族としては、二条道平次男道直によって鎌倉末期に創立された富小路家家がある。同家の公家としての家格は半家、華族としての家格は子爵家。同家の詳細については富小路家を参照。
二条治孝の十九男松園隆温は、明治初期に奈良興福寺から還俗して公家の堂上家松園家を起こした。後に華族の男爵家に列した（いわゆる「奈良華族」の一家）。同家の詳細については松園家を参照。

### 二条男爵家
当家は、幕末の摂政関白二条斉敬の四男正麿を家祖とする。斉敬が隠居した明治4年時、正麿はまだ生まれておらず、二条家の家督は九条尚忠の八男基弘が養子相続した。正麿は明治35年12月に二条公爵家から分家して一家を創立した際、叙爵請願を行い、宮内省の審議の結果、正麿と似た立場にある一条実基男爵の先例にならって華族の男爵に列せられた。
正麿は貴族院の男爵議員に当選して務めた。昭和4年2月18日に正麿が死去し、二条豊基が男爵位と家督を相続したが、豊基は昭和19年8月3日に戦死した。豊基の子に正基がある。